# Sint-Johannes de Doperkerk (Parrega)
De Sint-Johannes de Doperkerk in de Friese plaats Parrega is een vroeggotische kerk gebouwd in de 13e of 14e eeuw.

## Beschrijving
De kerk is omstreeks 1300 gebouwd. De muren bestaan grotendeels uit gele kloostermoppen. Bij later reparaties zijn, vooral in de zuidelijke muur, kleinere gele stenen gebruikt. De zadeldaktoren, die waarschijnlijk van een iets jongere datum is, werd opgetrokken van rode moppen. In deze toren zijn ook platen Bremer zandsteen verwerkt. De kerk werd gewijd aan Johannes de Doper. De massieve toren heeft tien opvallende rondbogige galmgaten. De grote luidklok dateert, volgens Karstkarel en Stenvert, uit 1402 en zou gegoten zijn door ene Hermanus. Volgens een informatiepaneel bij de kerk dateert de klok echter uit de 16e eeuw. De klok, die Johannes wordt genoemd, draagt de namen van Heer Arent, Heer Harma, Heer Jarich Tjallongs en Eelcke Douwes. In 1543 was pastoor Arents werkzaam in Parrega. Volgens deze informatie zou hij wellicht de luidklok hebben ingezegend. Sinds 2022 hangt er een tweede luidklok in de toren gegoten door Simon Laudy
In 1898 en in 2003 is de kerk gerestaureerd. De houten zonnenwijzer, die werd bewaard op de zolder van de kerk, is sinds 2003 weer aan de buitenmuur van de kerk bevestigd.
Kerk en toren zijn erkend als rijksmonument. Hetzelfde geldt voor het toegangshek naar de rondom de kerk gelegen begraafplaats. In het hek, dat omstreeks 1880 is gemaakt, is de tekst aangebracht "Gedenkt te sterven". De hekpijlers bevatten doodssymbolen als gekruiste gedoofde toortsen, gekruiste zeisen, een gevleugelde zandloper en een doodshoofd met gekruiste beenderen.

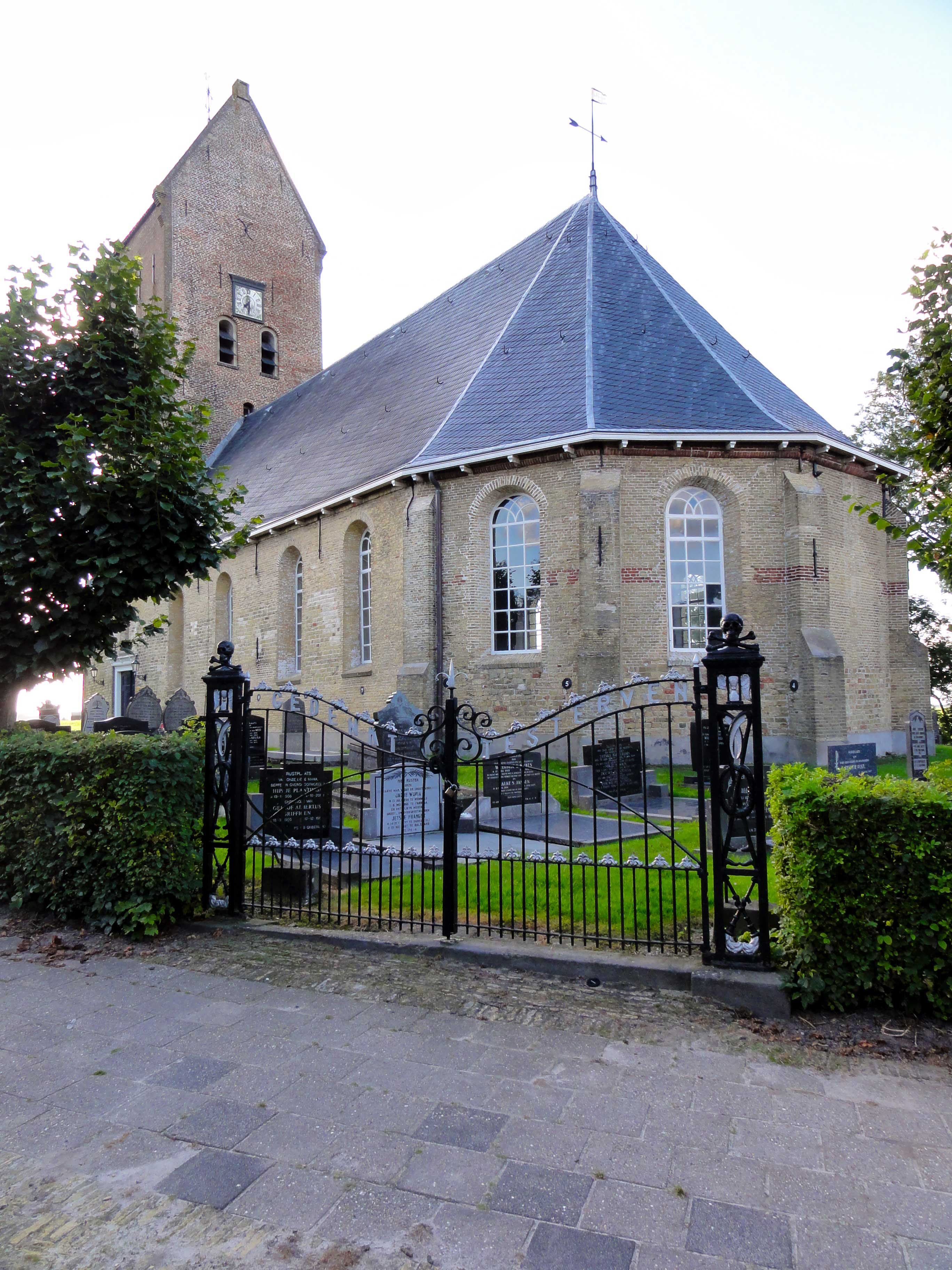
Johannes de Doperkerk met het toegangshek naar de begraafplaats